# Deontolaimus papillatus
Deontolaimus papillatus är en rundmaskart som beskrevs av De Man 1880. Deontolaimus papillatus ingår i släktet Deontolaimus och familjen Leptolaimidae. Arten är reproducerande i Sverige. Inga underarter finns listade i Catalogue of Life.